# 任冰兒
任冰兒（1931年9月20日—2022年5月21日）1931年9月20日於廣東省南海縣出生（現為南海區），已故香港粵劇名伶，乳名「細女」，行內人稱「細女姐」，其堂姐為粵劇紅伶任劍輝，夫婿為名伶石燕子。 在十一歲那年開始她隨筱曼霞從粵劇最低微的角色─梅香做起，之後按部就班升至「二幫花旦」。
1940年代中期，加入任劍輝與陳艷儂的「新聲粵劇團」，是由鄧碧雲僱用才（有機會）升為「二幫花旦」。1956年，任劍輝、白雪仙組成著名的「仙鳳鳴劇團」，她首部演出劇目為《牡丹亭驚夢》，直至「仙鳳鳴」在1970年解散為止。
任冰兒與當時另外八位著名「二幫花旦」朱日紅、李香琴、梁素琴、黎坤蓮、金影憐、許卿卿、英麗梨及譚倩紅結義成金蘭姊妹，合稱九大姐。
1977年，她在其堂姐的遊說下加入「雛鳳鳴劇團」，演出至2007年12月六場於澳門的《帝女花》為止。於2012年榮獲香港藝術發展局頒發「2011香港藝術發展獎」之「傑出藝術貢獻獎」。
2022年5月21日，任冰兒於家中安詳離世，終年90歲（虛數91歲）。